# Tellervo neptunica
Tellervo neptunica är en fjärilsart som beskrevs av Felder 1865. Tellervo neptunica ingår i släktet Tellervo och familjen praktfjärilar. Inga underarter finns listade i Catalogue of Life.